# Gertrude Coghlan
Gertrude Coghlan (1 de febrer de 1876, Hertfordshire, Anglaterra - 11 de setembre de 1952, Bayside, Estats Units) va ser una actriu, coneguda pel seu paper en teatre en l'obra The Travelling Salesman i en el cinema per The Royal Boje (1914), The Countess and the Burglar (1914) i Her Ladyship (1914).
Filla de l'actor de teatre Charles Francis Coghlan i germana del també actor Charles F. Coghlan, va estar casada amb el productor teatral Augustus Pitou.

## Filmografia
- The Royal Boje (1914) com Celia Pryse
- Her Ladyship (Breu, 1914) com Lady Cecile
- The Countess and the Burglar (Breu) com la comtessa